# Iochroma gesnerioides
Iochroma gesnerioides är en potatisväxtart som först beskrevs av Carl Sigismund Kunth, och fick sitt nu gällande namn av John Miers. Iochroma gesnerioides ingår i släktet Iochroma och familjen potatisväxter. Utöver nominatformen finns också underarten I. g. flavum.